# 康伯兰法学院
康伯兰法学院（Cumberland School of Law）是一所位于美国阿拉巴馬州伯明翰 (阿拉巴马州)的法学院，附属于桑福德大學。该院创建于1847年，最早是康伯兰大学的一部分，后于1961年被卖给现附属大学。该院在《美国新闻与世界报道》的法学院排名中排到148-194的區間裡。